# Джетим
Джети́м (кирг. Жетим тоо) — горный хребет в Тянь-Шане, в Кыргызстане, к югу от Терскей-Ала-Тоо.

## Географическое расположение
Протяжённость хребта составляет около 120 км, максимальная высота — 4931 м. Вдоль южного подножия протекает река Нарын. На склонах произрастает степная, луговая и лугово-степная растительность. В восточной части — ледники.

## Полезные ископаемые
В Джетиме находится крупнейшее в Кыргызстане Джетимское железорудное месторождение.